# Puig de les Artigues
El Puig de les Artigues és una muntanya de 1.368 metres que es troba al municipi de Vallfogona de Ripollès, a la comarca catalana del Ripollès.